# ハナビラクマノミ
ハナビラクマノミ (学名：Amphiprion perideraion)は、スズメダイ科に分類される海水魚の一種。オーストラリア北部からマレー諸島、メラネシアにかけて広く分布している。イソギンチャクと共生しており、触手の影響は受けない。厳密な順位制を持っており、繁殖雌が最も大きく、繁殖雄が次に大きく、非繁殖雄は順位が下がるにつれて体も小さくなる。繁殖雌が死亡すると繁殖雄が性転換し、最大の非繁殖雌が繁殖雄になる。

## 形態
体色は桃色からオレンジ色で、背中に白いラインがあり、目の後ろに白いバンドが入る。クマノミ属の中では小型で、全長は10 cm程度。

### 類似種
A. akallopisos、セジロクマノミ、A. pacificus に似るが、この3種は頭部のバンドが無い。A. nigripes にも似るが、この種は腹鰭と臀鰭が黒い。またA. leucokranosにも似るが、この種は背中のラインが途中で途切れる。

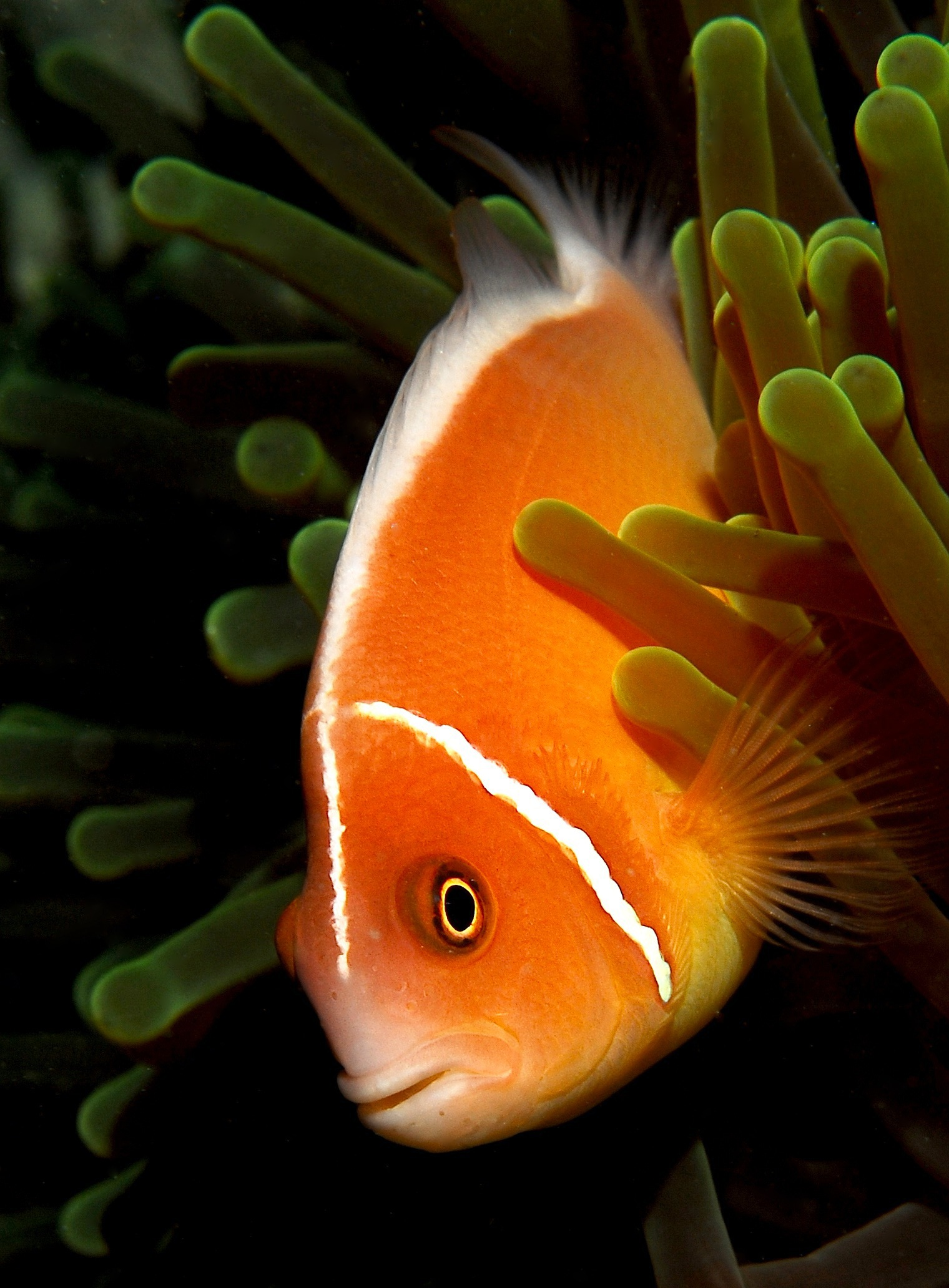
ハナビラクマノミは背中のラインと頭部のバンドが特徴
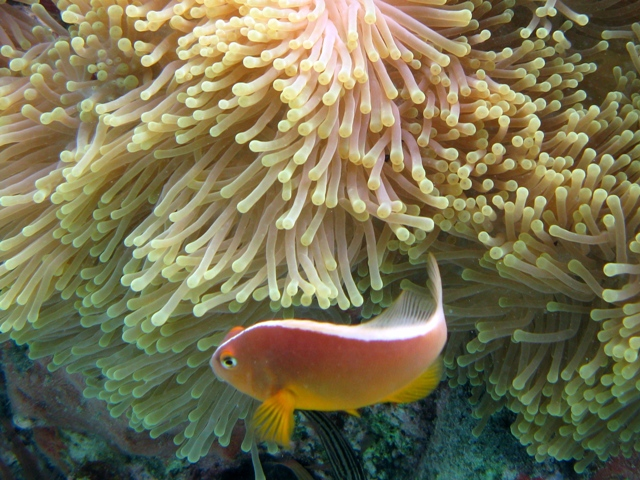
A. akallopisos は頭部のバンドが無い
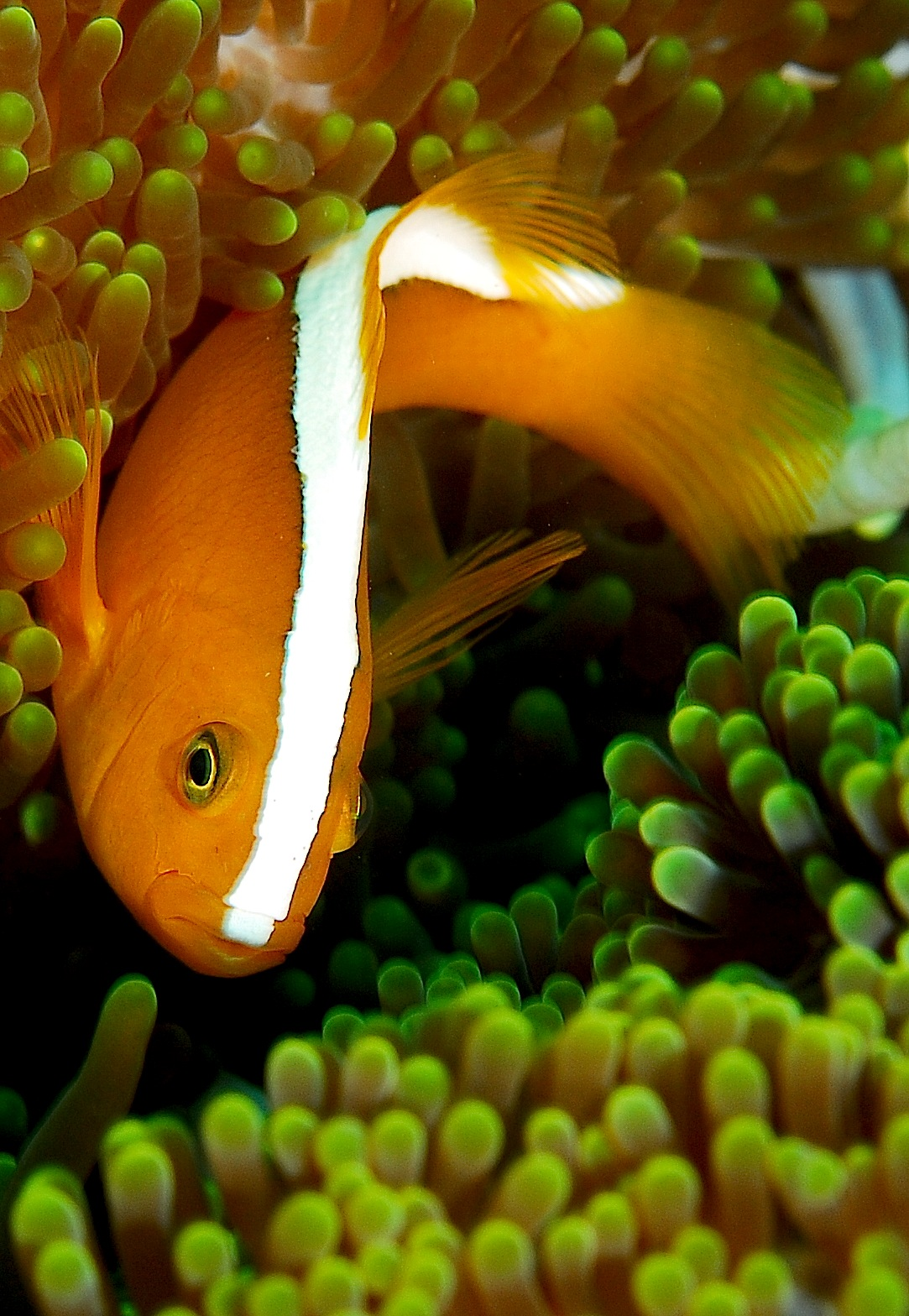
セジロクマノミも頭部のバンドが無い
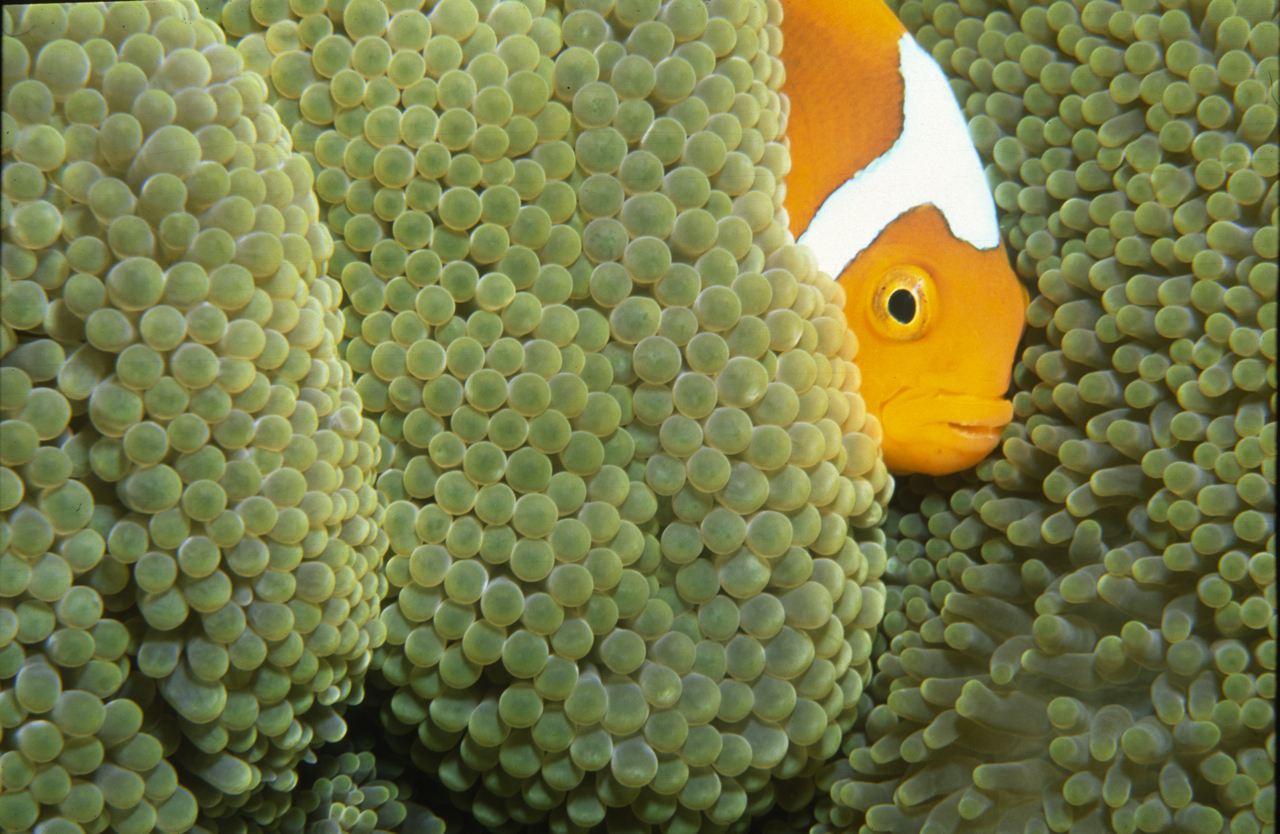
A. leucokranos は背中のラインが途切れる
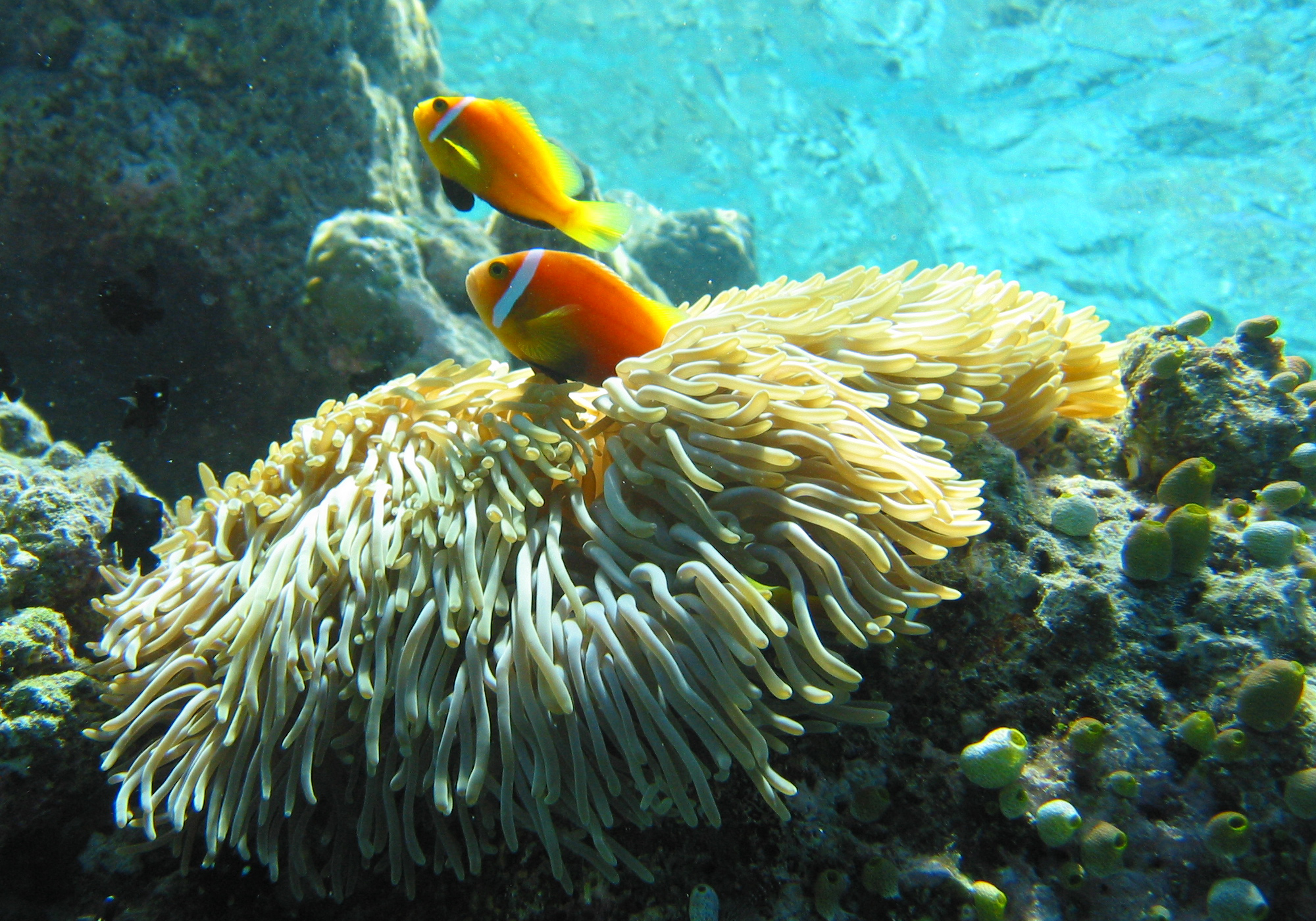
A. nigripes は腹鰭や臀鰭が黒い

## 分布と生態
マレー諸島、メラネシア、グレートバリアリーフとトンガから北は日本まで、西はココス諸島、クリスマス島、スマトラ島まで、インド洋東部から西太平洋にかけ分布する。日本では和歌山県、琉球列島、南大東島に分布。潮通しの良いサンゴ礁の礁湖や斜面に生息する。生息水深は3 - 20 mと考えられていたが、グレートバリアリーフでの調査では水深50 - 65 mの場所から発見された。本種とクマノミは、クマノミ属の中でオーストラリアの東海岸と西海岸の両方で見られる種である。ジャワ海の個体群は他の場所と遺伝的に隔離されている。
シライトイソギンチャク、センジュイソギンチャク、マバラシライトイソギンチャク、ハタゴイソギンチャクと共生する。縄張り意識はそこまで強くないため、他のクマノミと同じイソギンチャクに共生することもある。卵を岩に産みつけ、鰭を用いて新鮮な海水を供給する。性格は臆病で、イソギンチャクへの依存度が高い。動物プランクトン、蠕虫、尾索動物などを捕食するが、主に藻類を食べる傾向がある。

## 人との関わり
観賞魚として飼育する目的の捕獲や、地球温暖化、海の酸性化によるイソギンチャクの減少の影響を受けている。飼育下ではブラインシュリンプ、貝類、藻類など様々な餌を食べ、飼育下繁殖の例もある。
沖縄県においては1998年に高温が続いたことによるシライトイソギンチャクの白化で、大きなシライトイソギンチャクを利用できなくなったハナビラクマノミが局所的に絶滅している。